# Семикін Микола Васильович
Микола Васильович Семикін (19 грудня 1910, село Большой Карай Саратовської губернії, тепер Романівського району Саратовської області, Російська Федерація — ?) — радянський діяч, голова Ульяновського облвиконкому. Депутат Верховної ради СРСР 2-го скликання.

## Біографія
Народився в селянській родині. Член ВКП(б).
Перебував на відповідальній радянській роботі.
16 травня 1945 — серпень 1947 року — голова виконавчого комітету Ульяновської обласної ради депутатів трудящих.
Подальша доля невідома.

## Звання
- політрук
- капітан запасу

## Нагороди
- медаль «За перемогу над Німеччиною у Великій Вітчизняній війні 1941—1945 рр.»
- медалі